# Gerald Levert
Gerald Levert (Cleveland (Ohio), 13 juli 1966 – aldaar, 10 november 2006) was een Amerikaans zanger in het genre van de rhythm and blues (R&B).
Levert groeide op in een muzikale familie; zijn vader, Eddie Levert, is de leadzanger van de soul-groep The O'Jays die vooral in de jaren zeventig populair was. Met zijn broer Sean Levert en Marc Gordon vormde hij het r&b-trio LeVert dat in 1987 een hit scoorde met Casanova. Verder vormde hij met Keith Sweat en Johnny Gill een ander r&b-trio; LSG. Daarnaast trad Levert ook solo op.
Gerald Levert overleed op 40-jarige leeftijd in zijn slaap ten gevolge van een hartaanval.

## Discografie

### Solo-albums
- 1991 Private Line
- 1995 Groove On
- 1995 Father & Son
- 1998 Love & Consequences
- 1999 G
- 2001 Gerald's World
- 2002 The G Spot
- 2003 A Stroke of Genius
- 2004 Do I Speak for the World
- 2005 Voices
- 2007 In my songs

### Albums van LeVert
- 1985 I Get Hot
- 1986 Bloodline
- 1987 The Big Throwdown
- 1988 Just Coolin'
- 1990 Rope A Dope Style
- 1993 For Real Tho'
- 1997 The Whole Scenario

### Albums van LSG
- 1997 Levert.Sweat.Gill
- 2003 LSG2

- Bibliothèque nationale de France: cb14023523w (data)
- CiNii: DA16734808
- Gemeinsame Normdatei: 133539539
- International Standard Name Identifier: 0000 0000 2862 4852
- Library of Congress Control Number: n91060607
- MusicBrainz: 9363bf34-2bc4-471e-b6c9-9e8aac379551
- Nationale Bibliotheek van Tsjechië: hka2013798674
- Virtual International Authority File: 29731284
- WorldCat: E39PBJckQ8frTRBVhWhBpjjKVC